# Clóvis (carnaval)

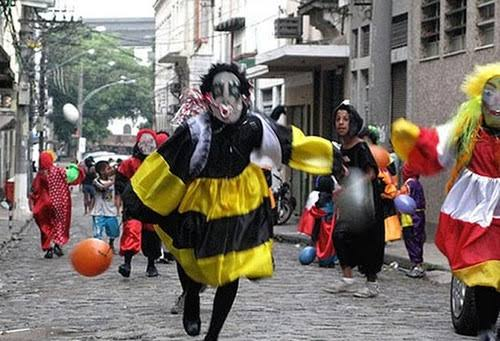
Crianças de bate bola nas ruas da cidade do Rio de Janeiro

Bate-bola, Clóvis, pierrô, clown são nomes de fantasias carnavalescas característica do subúrbio carioca (principalmente as Zonas Norte e Oeste, e Baixada Fluminense) do Rio de Janeiro, no Brasil. A tradição foi trazida pelos colonizadores portugueses, tendo sido também influenciada pela Folia de Reis. Supõe-se que o nome tenha derivado do inglês clown, "palhaço", e que teria sido criado no início do século XX, a partir da interpretação popular do termo pelo qual eruditos teriam denominado os foliões fantasiados.
Bate-bolas são uma figura tradicional e frequente do Carnaval de rua do Rio de Janeiro. Devido à sua imagem ameaçadora e ao barulho que as bolas fazem ao bater no chão, eles são um medo de infância comum e muitos os percebem como potencialmente agressivos. Em 2012, os Bate-bolas foram declarados Patrimônio Cultural Carioca.

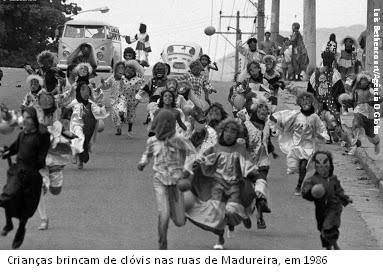
Crianças de bate bola em Madureira (1986)

## Origem
Alguns dizem que surgiram no Rio de Janeiro sob a influência da colonização portuguesa e de outras festas como a folia de reis, e de que suas fantasias derivam de fantasias europeias com origem em mitos celtas. Outros contam que escravos libertos, que por vezes eram perseguidos injustamente pela polícia, vestiam as fantasias para poder brincar livremente o Carnaval e, ao mesmo tempo, protestar contra a opressão que sofriam ao bater as bolas no chão. A prática começou a se popularizar nos subúrbios cariocas no início de século XX. Matadouros da região forneciam bexigas de bois e porcos para a confecção de bolas, como o Matadouro de Santa Cruz, no bairro de mesmo nome. Hoje, as bolas costumam ser feitas de borracha ou plástico.

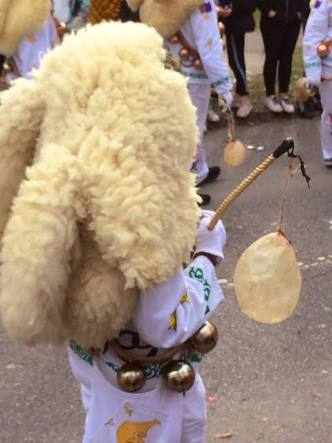
Bexiga de boi amarrada em um cabo

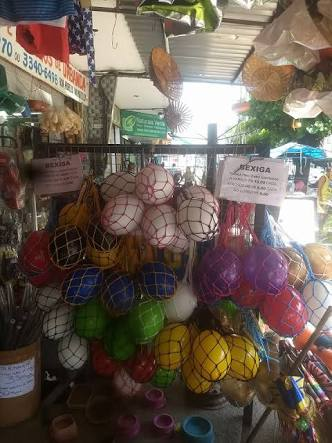
Bexiga de plástico em loja

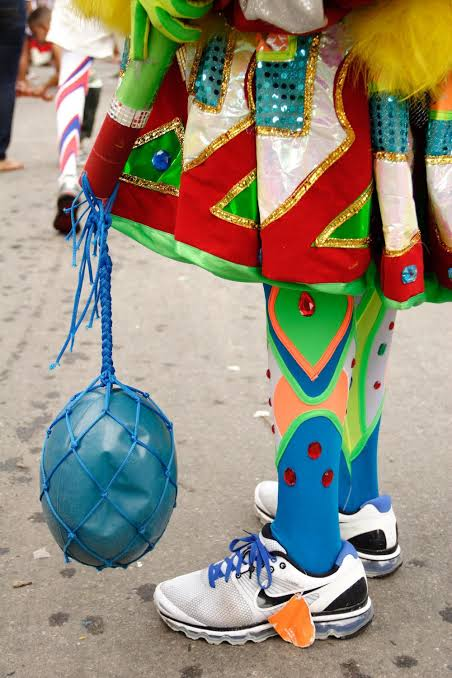
Bate-bola segurando uma bexiga de plástico

## Turmas e estilos de bate-bola
Bate-bolas costumam ser organizados em grupos ou turmas, que se empenham durante o ano inteiro na confecção de fantasias e organização de eventos para o Carnaval, incluindo saídas com queima de fogos, festas e churrascos. Turmas também costumam ter seus próprios hinos, marchinhas ou funks.
Grupos de bate-bolas podem ser classificados em diferentes tipos, que incluem: bola e bandeira, leque-e-sombrinha, bicho e sombrinha, pirulito, de capa, evolution, estilo Realengo, entre outros. Há também diferenças regionais, com grupos da Zona Oeste comumente usando fantasias "bujão", com mais panos do que grupos da Zona Norte.[carece de fontes?]

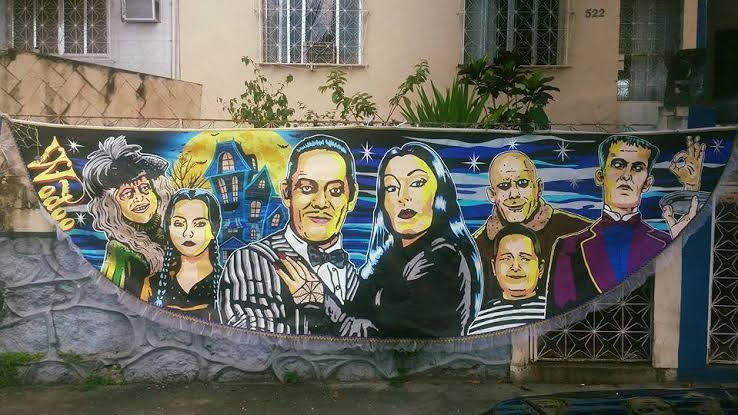
Capa de bate-bola

### Nomes das turmas
Muitas turmas têm nomes de sentimentos ou atitudes, tais como: Humildade, Emoção, Explosão, Alegria, Bom Gosto, Tirania, Fascinação, etc. Na Zona Oeste, são comuns nomes de personagens fictícios, como: Mario, Urtigão, Kuka, Charada, Pinóquio, Emília, Saci, Eufrazino, Riquinho, Garfield, Fred e Jason, Medéia, Arrepio, Vampirinho, etc. Algumas turmas de bola-e-bandeira têm nomes que remetem ao barulho e à desordem, como: Tropa Embrazada, Zorra Total, Barulho, Agunia, Loucura Total, Bombardeio, Abusados, etc.[carece de fontes?]

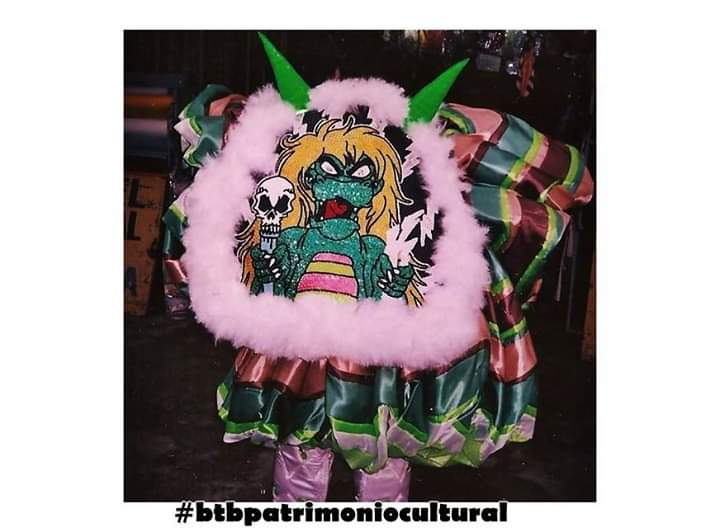
Bate-bola de Realengo (Kuka 2008)

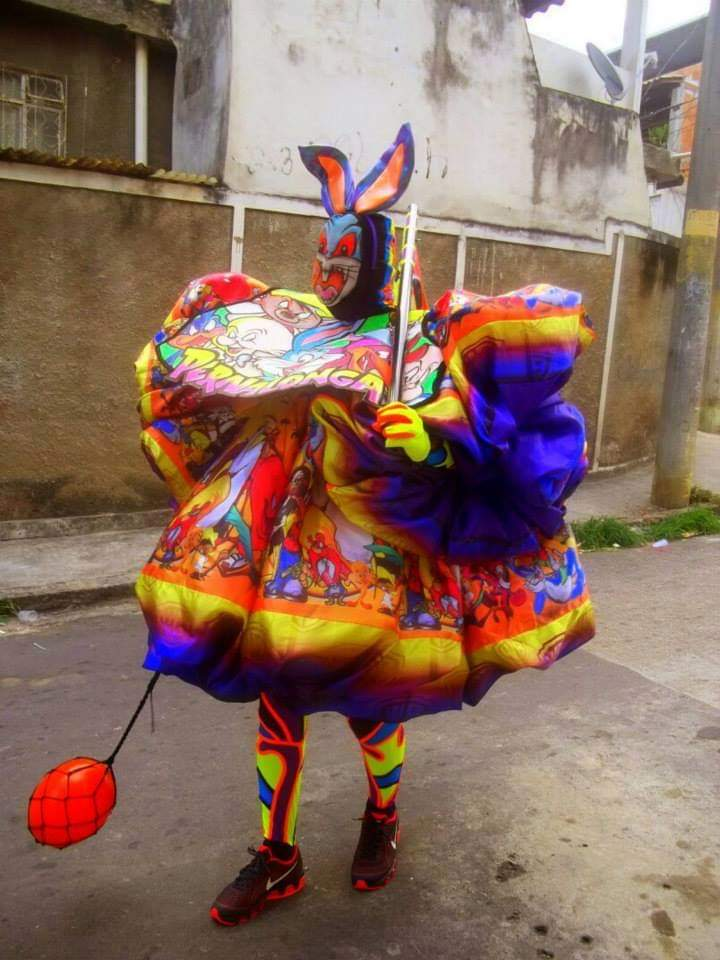
Bate-bola de Realengo (Pernalonga)

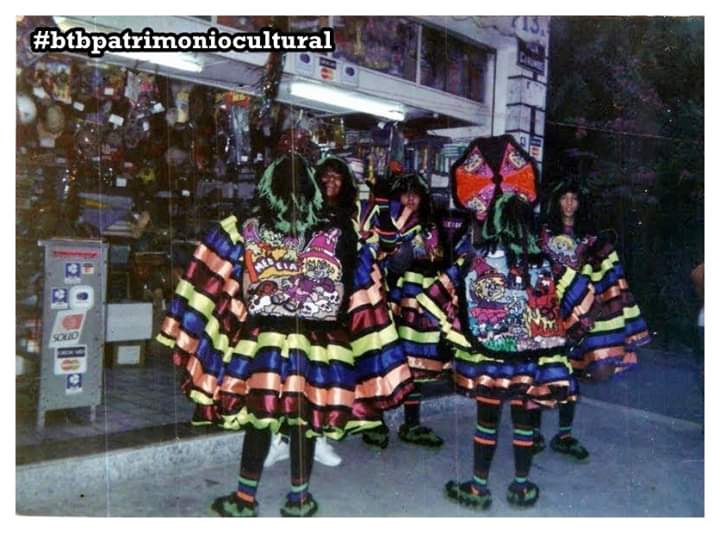
Bate bola de Realengo (Medéia 1993)

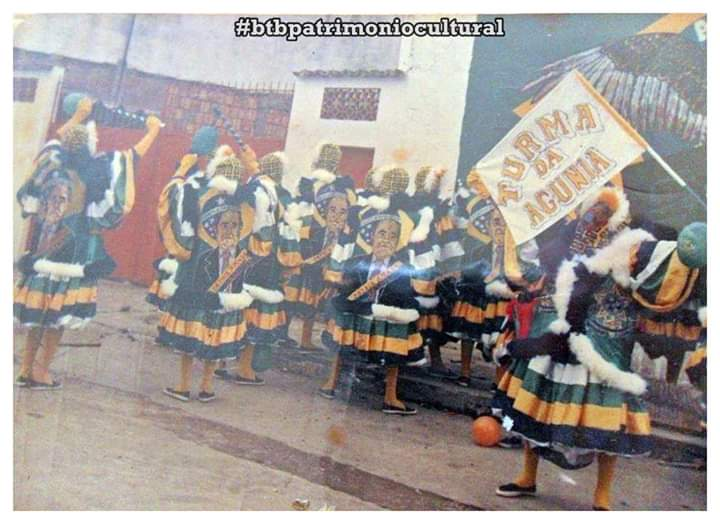
Turma Agunia do sapê (1989)

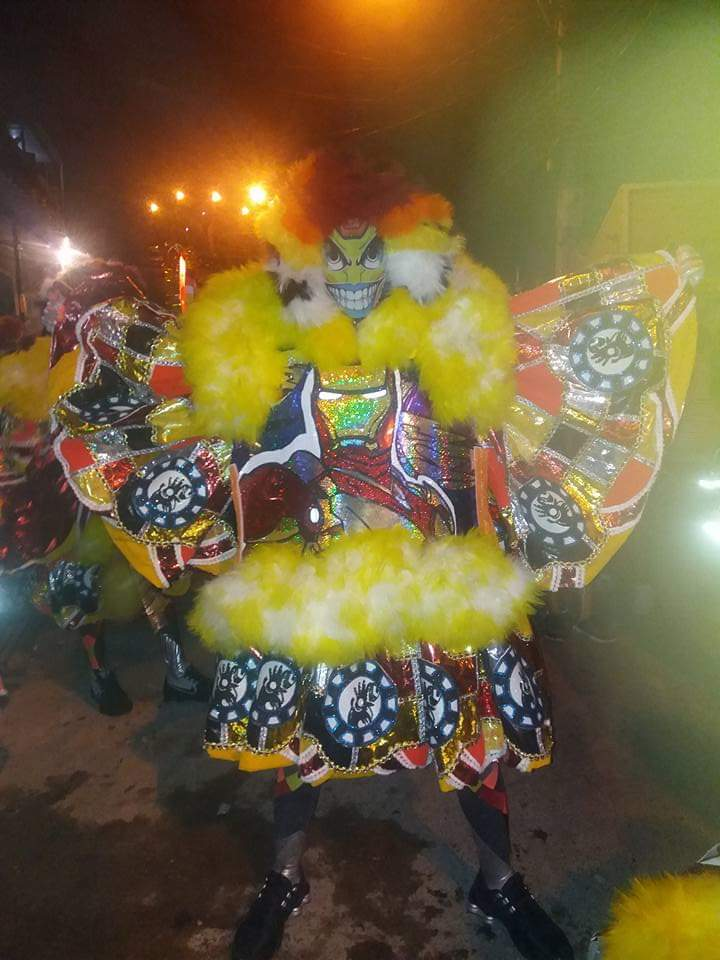
Bate-Bola da Abusados, Cidade de Deus

## Patrimônio Cultural
Em 2012, a Prefeitura do Rio de Janeiro declarou os bate-bolas Patrimônio Cultural Carioca de Natureza Imaterial. O decreto leva em consideração a relevância do Carnaval na cultura brasileira e o papel que os Clóvis desempenham nele, ao refletirem "a forma alegre e irreverente da população suburbana festejar e a sua capacidade de produzir uma manifestação de caráter tradicional e ao mesmo tempo renovador" e serem uma "forma de resistência cultural diante da crescente tendência de massificação da cultura do carnaval carioca".

## Na literatura
- A terceira parte do romance O Grande Dia, do escritor suíço Pierre Cormon, apresenta dois primos que saem com o bate-bola imaginário da Sereia e são levados a roubar para pagar o empréstimo com o qual pagaram por suas fantasias. [7]